# Двукратный собор
Двукратный собор 861 года (греч. Πρωτοδευτέρα Σύνοδος) иначе Перво-Второй — поместный собор Константинопольской Церкви, состоявшийся в церкви Святых Апостолов в Константинополе в мае 861 под председательством патриарха Фотия в присутствии императора Михаила III. На Соборе присутствовали 318 епископов, включая папских легатов. Соборные акты не сохранились: они были сожжены на соборе в 869 году сторонниками патриарха Игнатия.
Относительно названия собора, предполагают, что он назван «Двукратным», так как собирался дважды. О причинах перерыва в соборных заседаниях достоверно ничего неизвестно. Рассказ Зонары, о том, что на соборе были беспорядки, вызванные «инославными», других подтверждений не имеет и достоверным не считается. Собор осудил низложенного патриарха Игнатия; издал 17 правил:
- о монашествующих и монастырях (1 — 7 правила);
- о членах клира (8 — 13 правила);
- касательно иерархического подчинения (14 — 15 правила);
- о условиях замещения епископских кафедр (16 — 17 правила).

Правила собора, хотя и не являющегося вселенским, входят в Книгу правил православной церкви и таким образом суть документы её внутреннего права (канонического кодекса).